# معصومه (مجموعه تلویزیونی)
معصومه یک مجموعه تلویزیونی محصول سال ۱۳۷۵ به کارگردانی مسعود رشیدی می‌باشد که از برنامه سیمای خانواده شبکه یک پخش شد. سریال دیگری نیز با همین نام در سال ۱۳۸۶ به کارگردانی سیدمحسن یوسفی در شبکه پنج تولید شده است.

## بازیگران
- رامین رستمی
- رضا سیگارودی
- فرشته فیضی
- قاسم صالحی
- مجید فروغی
- مرجان محتشم
- مرضیه فرد
- مریم عباسی